# Tour Eqho
La Tour Eqho (anteriormente conocida como Tour Descartes entre 1988 y 2011) es un rascacielos situado en el distrito de negocios de La Défense, cerca de París.
Construida en 1988, con 131 m de altura, la Tour Eqho toma la forma de un paralelepípedo en el medio del cual se habría extrudido un medio cilindro. No tiene ventanas en las esquinas de sus fachadas, debido a la presencia de pilares de soporte en estos lugares. Estos pilares se detienen unos pisos por debajo de la parte superior del medio cilindro extruido.